# Масента (місто)
Масента (фр. Macenta) — місто на півдні Гвінеї, у провінції Нзерекоре. Є адміністративним центром однойменної префектури.

## Географія
Розташовано на шляху між містами Нзерекоре та Гекеду, неподалік від місцини, де річка Ньянда впадає до річки Маконда. 

### Клімат
Місто знаходиться у зоні, котра характеризується мусонним кліматом. Найтепліший місяць — квітень із середньою температурою 27.8 °C (82 °F). Найхолодніший місяць — липень, із середньою температурою 24.4 °С (76 °F).
| Клімат Масенти          | Клімат Масенти | Клімат Масенти | Клімат Масенти | Клімат Масенти | Клімат Масенти | Клімат Масенти | Клімат Масенти | Клімат Масенти | Клімат Масенти | Клімат Масенти | Клімат Масенти | Клімат Масенти | Клімат Масенти |
| Показник                | Січ.           | Лют.           | Бер.           | Квіт.          | Трав.          | Черв.          | Лип.           | Серп.          | Вер.           | Жовт.          | Лист.          | Груд.          | Рік            |
| Абсолютний максимум, °C | 35             | 37             | 37             | 40             | 37             | 31             | 30             | 29             | 32             | 33             | 31             | 38             | 40             |
| Середній максимум, °C   | 28             | 30             | 28             | 29             | 28             | 26             | 25             | 26             | 26             | 26             | 27             | 28             | 27             |
| Середня температура, °C | 25             | 27             | 27             | 27             | 26             | 25             | 24             | 25             | 25             | 25             | 25             | 25             | 26             |
| Середній мінімум, °C    | 22             | 23             | 25             | 25             | 25             | 24             | 23             | 23             | 23             | 23             | 23             | 22             | 23             |
| Абсолютний мінімум, °C  | 12             | 15             | 17             | 20             | 18             | 19             | 20             | 20             | 20             | 20             | 13             | 13             | 12             |
| Днів з опадами          | 0              | 1              | 1              | 2              | 3              | 3              | 11             | 15             | 9              | 5              | 2              | 1              | 53             |
| Днів з дощем            | 0              | 1              | 1              | 2              | 3              | 3              | 11             | 15             | 9              | 5              | 2              | 1              | 53             |
| ----------------------- | -------------- | -------------- | -------------- | -------------- | -------------- | -------------- | -------------- | -------------- | -------------- | -------------- | -------------- | -------------- | -------------- |
| Джерело: Weatherbase    |                |                |                |                |                |                |                |                |                |                |                |                |                |

## Економіка
Місто розташовано поблизу від кордону з Ліберією, є важливим центром торгівлі чаєм, кавою, рисом, маніоком, олією дерева ші та пальмовою олією. 1968 у Масенті було збудовано завод з переробки чаю. Є невеликий аеропорт.

## Населення
За даними 2013 року чисельність населення міста становила 110 794 особи.
Динаміка чисельності населення за роками:
| 1983   | 1996   | 2013    |
| ------ | ------ | ------- |
| 28 100 | 47 360 | 110 794 |

## Відомі уродженці
- Луї Лансана Беавогі — державний та політичний діяч, колишній президент і прем'єр-міністр Гвінеї.